# Strateg
‎
Strateg (grško: στρατηγός, strategos), v antični Grčiji in Bizantinskem cesarstvu vojskovodja ali general, lahko tudi vojaški guverner. V sodobni grški armadi je strateg najvišji oficirski čin.

## Antična Grčija in Bizantinsko cesarstvo
V Atenah so od konca 6. stoletja pr. n. št.  vsako leto izvolili deset vojskovodij - strategov, ki so se v vojnem času vsak dan menjavali. Okrog leta 350 pr. n. št. so njihovo število zmanjšali. Položaj stratega so poznale tudi druge grške države, na primer Ahajska zveza. Njena najbolj znana stratega sta bila  Aratos iz Sicyona in Filipoemen. 
V helenističnih cesarstvih diadohov se je vojaški položaj stratega pretvoril v položaj guvernerja, kar se je nadaljevalo tudi v Bizantinskem cesarstvu. 
V Bizantinskem cesarstvu je bil strateg prvotno poveljnik armade in posamezne teme. Naslov stratega so včasih dobili tudi slovanski vladarji bizantinskih temat.

## Strateg v sodobni grški armadi
V sodobni grški armadi je  stratigós (piše se še vedno στρατηγός) najvišji oficirski čin, ki ga ima načelnik Generalštaba za nacionalno obrambo. Druge oficirje s činom generala naslavljajo s stratigé (Στρατηγέ). Generalski čin ima dve stopnji: antistrátigos (generalporočnik) in ypostrátigos (brigadni general). Brigadnega generala običajno imenujejo kar taxíarhos. Naziv izhaja iz besede  táxis oziroma taxiarhía, ki pomeni brigado.